# 윈도우 필수 패키지

윈도우 필수 패키지(Windows Essensials, 윈도우 에센셜, 이전 이름: 윈도우 라이브 필수 패키지)는 마이크로소프트에서 제공한 윈도우 라이브의 웹 서비스와는 별도의 소프트웨어 집합을 말한다. 2008년 12월 버전 3.0으로 업그레이드되어 사용 가능한 상태이며, 소프트웨어 목록은 윈도우 라이브 메신저, 윈도우 라이브 메일, 윈도우 라이브 사진 갤러리, 윈도우 라이브 라이터, 윈도우 라이브 툴바, 윈도우 라이브 무비 메이커, 가족 보호 설정 등으로 구성되어 있다.
윈도우 7, 윈도우 8은 윈도우 비스타에 기본 프로그램으로 제공되던 메일, 사진 갤러리, 무비 메이커를 기본설치 항목에서 제외되고 윈도 필수 패키지를 내려받아 개인용 컴퓨터에 프로그램을 설치하도록 변경되어 있다.

## 목록
- 윈도우 라이브 가족 보호 : 자녀등의 인터넷 사용제한 및 PC 사용시간을 제어하기 위해 사용되는 프로그램으로 윈도우 비스타, 윈도우 7의 윈도 자녀보호에서 이어받아 지원되던 기능이다, 윈도우 8.1부터 마이크로소프트 가족 보호로 대체된다.
- 윈도우 라이브 메일: 웹 메일 서비스인 윈도우 라이브 메일의 연동성을 위해 출시되었으나, 다른 메일 계정을 등록하여 사용 가능하도록 하였다. 라이브 메일, 다음, 네이버는 별도의 계정 등록 없이 로그인만으로 사용할 수 있으나 다른 계정은 수동으로 등록하여야 한다.
- 윈도우 라이브 메신저: 기존 MSN 메신저를 이어받아 윈도우 라이브 메신저라는 이름으로 변경되었으며, 기능은 큰 차이가 없으나, 버전 3.0에서 윈도우 라이브 메일(구, 핫메일)과 웹하드서비스인 원드라이브(구, 스카이드라이브)와의 연동성이 크게 강화되었다.
- 윈도우 라이브 무비 메이커: 윈도우 XP부터 지원되던 윈도우 무비 메이커와 별도로 개발된 프로그램으로 버전 3.0에 처음 추가되었다. 최초 버전은 윈도우 비스타의 윈도우 무비 메이커보다 기능이 뒤떨어진다. 윈도우 7에서는 비스타에서 기본 지원되던 무비 메이커가 삭제되면서 라이브 무비 메이커로 대체된다.
- 윈도우 라이브 사진 갤러리: PC에 저장된 모든 사진 또는 동영상(카메라 추출영상에 한함)을 수집하여 관리할 수 있으며 웹하드 서비스인 원드라이브(구, 스카이드라이브)에 사진 원본을 그대로 업로드하거나 다운로드할 수 있다. 동영상은 MSN의 비디오 서비스인 Soapbox에 직접 업로드할 수 있으며 플리커 사이트에 업로드도 기본 지원한다. 다른 사진 서비스는 플러그인을 설치하면 업로드가 지원된다.
- 윈도우 라이브 싱크
- 윈도우 라이브 툴바: MSN 툴바를 이어받은 서비스로 기능이 뒤떨어져 그다지 인기가 없는 프로그램이다. 그러나 버전이 3.0으로 업그레이드되면서 기능을 사용자가 직접 추가할 수 있는 확장성을 부여하여 유연성이 대폭 확대되었다.
- 윈도우 라이브 라이터: 블로그나 미니홈피에 글을 작성하기 쉽게 지원해주는 프로그램으로 동영상, 사진 업로드도 함께 지원한다.
- 마이크로소프트 오피스 아웃룩 커넥터
- 마이크로소프트 오피스 라이브 추가 기능
- 마이크로소프트 실버라이트

## 윈도우 라이브 인스톨러
윈도우 라이브 인스톨러(Windows Live Installer)는 전자 메일, 메신저, 사진 공유, 블로그 올리기, 보안 서비스, 그리고 다른 윈도우 라이브 서비스와 연동하기 위해 마이크로소프트사가 제공하는 서비스이다.
현재 이 서비스는 사용자가 다음과 같은 윈도우 라이브 응용 소프트웨어를 선택하여 설치할 수 있다.
- 윈도우 라이브 메신저
- 윈도우 라이브 메일
- 윈도우 라이브 사진 갤러리
- 윈도우 라이브 라이터
- 윈도우 라이브 툴바
- 윈도우 라이브 원케어 가족 보호

윈도 라이브 인스톨러와 그에 따른 응용 프로그램(윈도 라이브 원케이 가족 보호 제외)은 64비트 버전의 윈도우 비스타를 지원한다.

## 같이 보기
- 윈도우 라이브
- 윈도우 라이브 갤러리